# Gerhard Wiedemann
Gerhard Wiedemann (* 4. Januar 1909 in Berlin; † 25. April 1997 in Bonn) war ein deutscher Ingenieur.

## Leben
Nach einem Studium der Verkehrs- und Bautechnik an der TH Berlin und der TH München wurde er 1940 zum Regierungsbaurat berufen. In dieser Funktion wurde er nach Frankreich entsandt, um das Seewasserstraßenamt (SWSta) einzurichten und zu leiten. Ab 1945 war er Leiter des Seezeichendienstes in der britischen und amerikanischen Besatzungszone Kiel/Hamburg. Dabei hatte er als Oberbaurat Leiter des Seezeichenwesens die Aufgabe, minenfreie Schifffahrtswege zu schaffen und die Bezeichnung der deutschen Gewässer wieder zu errichten und alle nötigen Maßnahmen zu treffen, um die Versorgung der Besatzungsmächte mit Nachschub und die Ergänzung der Nahrungsmittel der Bevölkerung sicherzustellen. Nach Gründung der Bundesregierung übernahm er die Leitung des Referates für Schifffahrtszeichenwesen im Bundesverkehrsministerium. Unter seiner Leitung erlangte das deutsche Schifffahrtszeichenwesen zu dieser Zeit hohes internationales Ansehen durch den Einsatz modernster Techniken.
In den Jahren 1953–1962 war er Mitglied im Sachverständigenausschusses der ECE zur Vereinheitlichung der Bezeichnung der Europäischen Binnenwasserstraßen und der Polizeiverordnungen in Europa. Im Dezember 1954 wurde er zum Ministerialrat ernannt. Als Gründungsmitglied war er 1957 an der Gründung der International Association of Lighthouse Authorities (Internationale Leuchtturmbehörde) maßgeblich beteiligt. Nach seiner Promotion zum Dr.-Ing. an der TH Stuttgart im Jahre 1958 erhielt er 1963 einen Lehrauftrag an der TU Hannover und wurde 1968 zum Honorarprofessor ernannt. Nach seinem Eintritt in den Ruhestand 1974 stellte er sein Wissen und seine weltweiten Erfahrungen als Berater zur Verfügung.

## Auszeichnungen
- Officier de l’Ordre du Mérite Maritime der Republik Frankreich (1971)
- Medal Merenkulkuhallitus (heute: Finnish Maritime Administration) (1974)
- Kommandeur im Orden von Oranien-Nassau der Niederlande (1974)
- Erstes Persönliches Ehrenmitglied der IALA (1980)
- Coast Guard Distinguished Public Service Award, United States Coast Guard (1982)
- Ehrenmitglied der Permanent International Association of Navigation Congresses (PIANC) (1989)

## Werke
- Gerhard Wiedemann: Verkehrszeichen und Signale. Droste-Verlag, Düsseldorf 1958.
- Gerhard Wiedemann (Hrsg.), Johannes Braun, Hans-Joachim Haase: Das deutsche Seezeichenwesen: 1850–1990; zwischen Segel- und Container-Schiffsverkehr. DSV-Verlag, Hamburg 1998. ISBN 3-88412-275-4.